# 杉山正樹
杉山 正樹（すぎやま せいじゅ、1933年11月18日 - 2009年1月16日）は東京府出身の文芸評論家、編集者。本名読みは、まさき。

## 人物
戦後まもなく両親を亡くして孤児となる。
叔父の家に身を寄せて東京都立日比谷高等学校を卒業したが、経済的事情により大学進学を断念。中井英夫の後に『短歌研究』の編集長に就任。寺山修司、岡井隆、塚本邦雄らの歌壇活動を後見し、前衛短歌運動のプロデューサー的役割を果たした。『ユリイカ』『マンハント』『文藝』各誌の編集長を歴任した後、朝日新聞社に入社。図書編集室次長、出版局編集委員、調査研究室主任研究員を歴任。のち退社してフリーとなる。
『郡虎彦　その夢と生涯』（岩波書店、1987年）で芸術選奨新人賞受賞。『寺山修司・遊戯の人』（新潮社、2000年）で新田次郎文学賞とAICT演劇評論賞を受ける。著書はこの2冊だけで、『寺山修司』は2006年に河出文庫で再刊した。
食道がんで歿、享年77。